# Clavicytherium

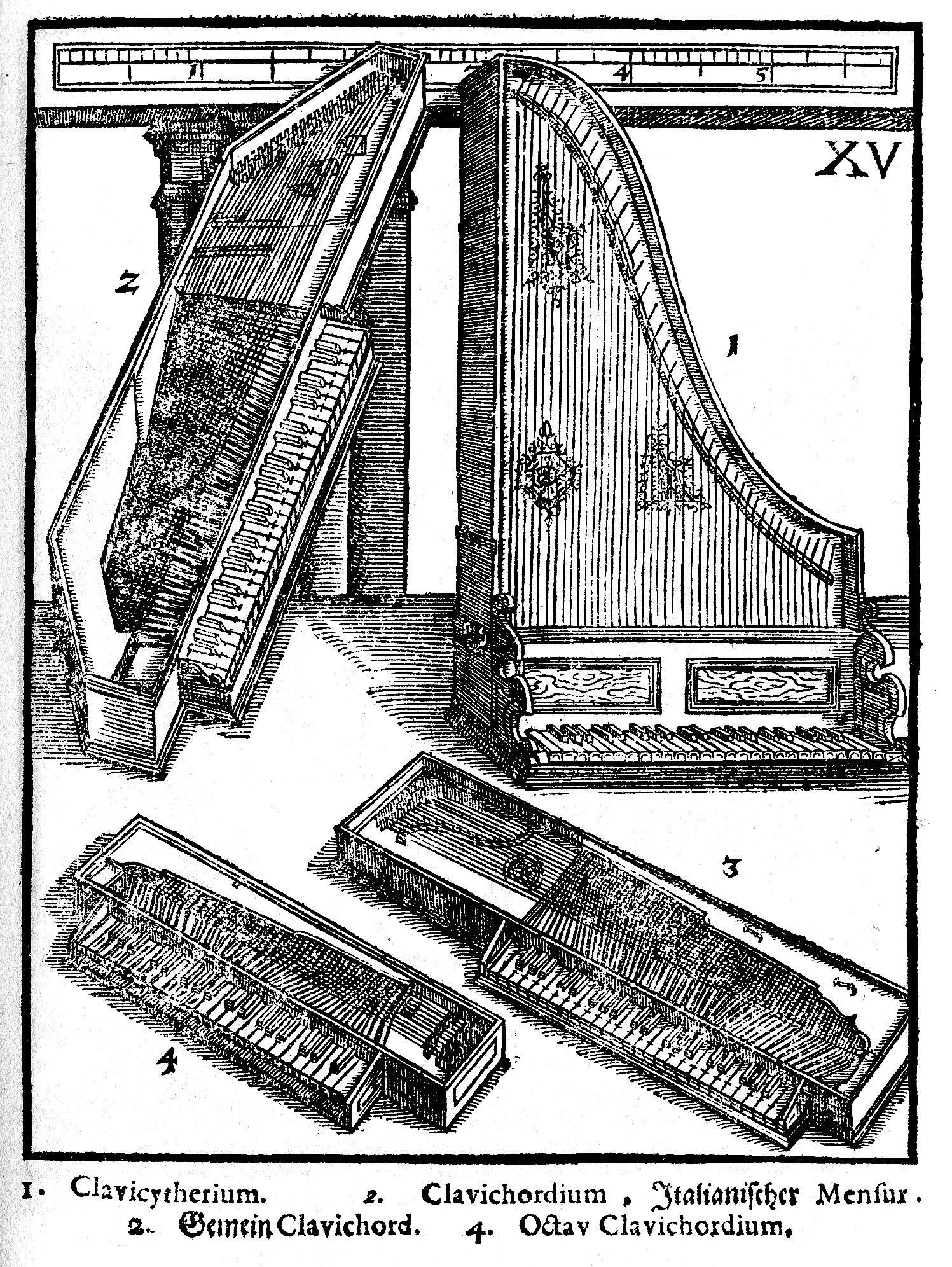
Clavicytherium (boven rechts), gravure in Syntagma musicum van (Michael Praetorius, 1615-1619)

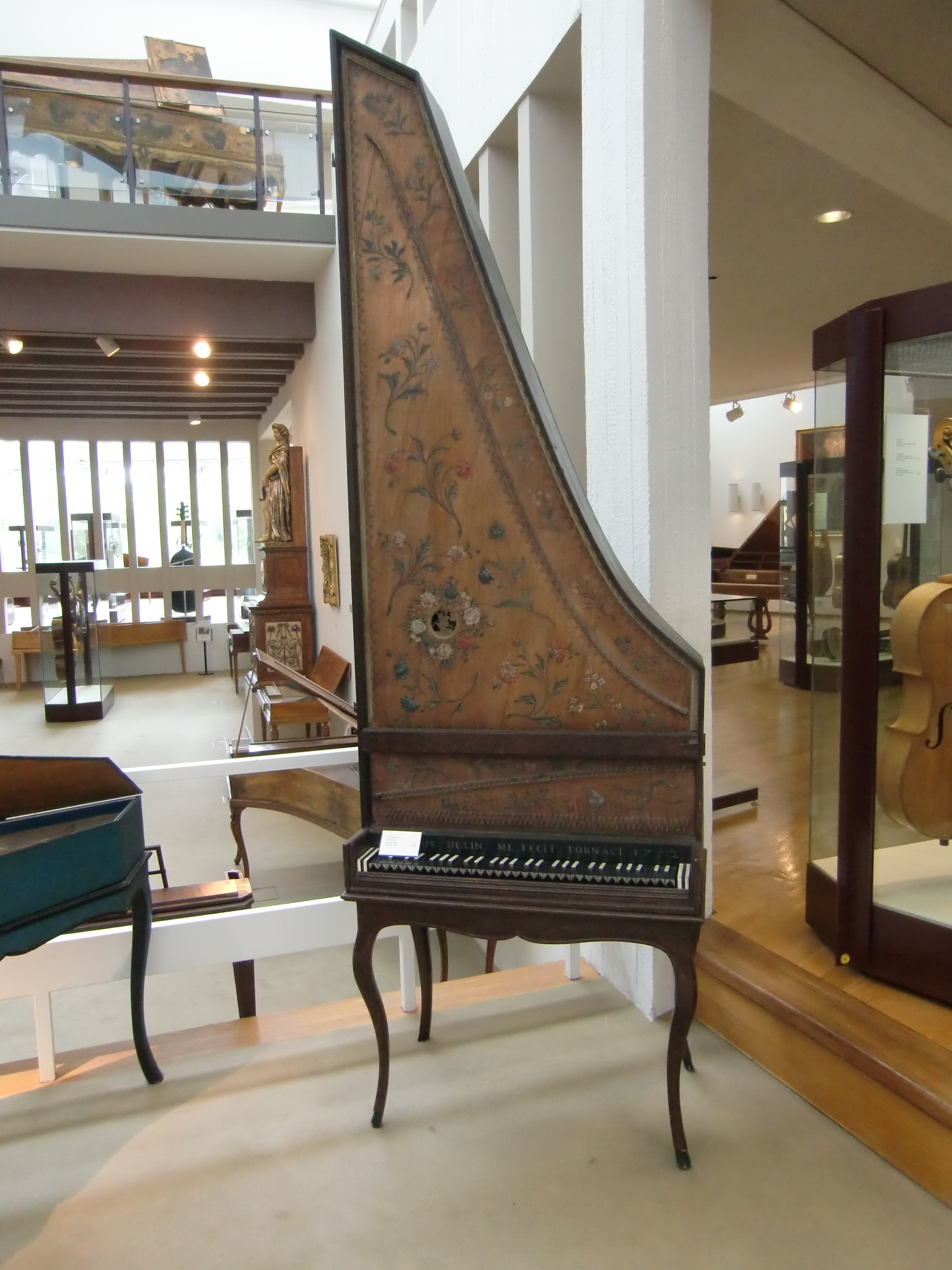
Clavicytherium

Het clavicytherium is een instrument dat behoort tot de familie van de klavecimbels. Kast en snaren staan verticaal.

## Ontwikkeling
In de 14e eeuw was het instrument qua uiterlijk goed vergelijkbaar met een draagbaar orgel.
In de 18e eeuw kon het gelijkenis vertonen met een kast, of met een retabel als de deurluiken open stonden.
Het instrument werd op een tafel geplaatst of had een eigen pootgedeelte.
Het clavicytherium had het voordeel dat het weinig plaats innam en dat het een klank produceerde die veel gelijkenis vertoonde met die van een klavecimbel.

## Mechanisme
Het mechanisme voorziet in een terugspel tussen klavier en dokjes. In de loop van vier eeuwen gebeurde dit als volgt:
- bij de Italianen was er een eenvoudig apparaatje met een haak, de staart van de toets was in « u » om naar de speler terug te keren en de tong werd direct in de retour ingevoerd;
- een winkelhaak, onafhankelijk van het klavier, met een echt dokje dat ingebouwd werd in de winkelhaak;
- daarna een instrument met een tweede rij snaren, met dokjes per paar gekoppeld en de afstand tussen klavier en winkelhaak werd overbrugd door een transmissiestaaf (Albert Delin 1752);
- het clavicytherium kon zowel horizontaal als verticaal geplaatst worden (Rouaud 1990).

## Oude teksten
De eerste vermelding van het instrument is te vinden in 1460 bij Paulus Paulirinus, maar het instrument is uiteraard ouder.
Het wordt afgebeeld in het gesculpteerde retabel in Kefermarkt (Oostenrijk), dat dateert einde van de 15e eeuw (musicerende engel).
Een gravure toont het instrument in de Musica getutscht van Sebastian Virdung (1511). Het gaat hier om een clavicytherium met 38 toetsen, reikwijdte fa/sol zonder fa#. Virdung deelde mee dat dit verticaal geplaatste instrument een recente uitvinding was en darmsnaren had.
Michael Praetorius vond in zijn Syntagma musicum (1619) dat de klank van het instrument op die van de harp geleek.

## Bekende instrumenten
- Het oudstbekende clavicytherium, (ca. 1480, Ulm) wordt bewaard in het Royal College of Music in Londen
- Een Italiaans clavicytherium (17e eeuw) wordt bewaard in het Metropolitan Museum New York
- Martin Kaiser bouwde in 1675 een clavicyterium voor Léopold I (Kunsthistorisches Museum Wenen).
- Een anoniem exemplaar (17e eeuw) wordt bewaard in het Deutsches Museum München
- in 1895 werd in de inventaris van de vervalser Leopoldo Franciolini een clavicytherium vermeld als zogezegd zijnde Petrus de Paulus 1587, maar was in feite gebouwd met elementen van verschillende klavecimbels.
- Albert Delin, actief van 1750 tot 1770 in Doornik, bouwde verschillende clavicytheria, met gekoppelde dokjes (Muziekinstrumentenmuseum Brussel, Musikinstrumenten-Museum in Berlijn en Gemeentemuseum Den Haag)
- Brelin vond in 1741 een clavicytherium uit met 8 variaties met de pedalen.

Er werden facsimile's gerealiseerd, zoals die door Adlam Burnett en Emile Jobin (Royal College of Music in Londen). Jean-Paul Rouaud bouwde in de 18e eeuw clavicytheria met een verbeterd mechanisme. De meeste klavecimbelbouwers maakten ook clavicytheria.